# Montagne de la Mandallaz
La montagne de la Mandallaz ou montagne de Mandallaz (prononcer Mandalle) ou encore montagne de la Balme, est une montagne du massif du Jura située dans le département de la Haute-Savoie (France).

## Toponymie
Le mot mandallaz est issu de l'ancien français muer, qui a donné les verbes « remuer » et « mouvoir », et plus particulièrement le substantif remue. Il désigne ainsi un petit chalet situé en alpage, en savoyard muanda avec le suffixe diminutif -allaz.
La montagne prend localement le nom de montagne de la Balme ou de La Balme-de-Sillingy, du nom de la commune éponyme. Dans une retranscription d'une séance de l'Académie florimontane (1912), une note indique que « C'est abusivement qu'on appelle Mandallaz la montagne de la Balme de Sillingy ».
Elle peut être également appelée montagne de Mandallaz ou simplement la Mandallaz.

## Géographie

### Situation

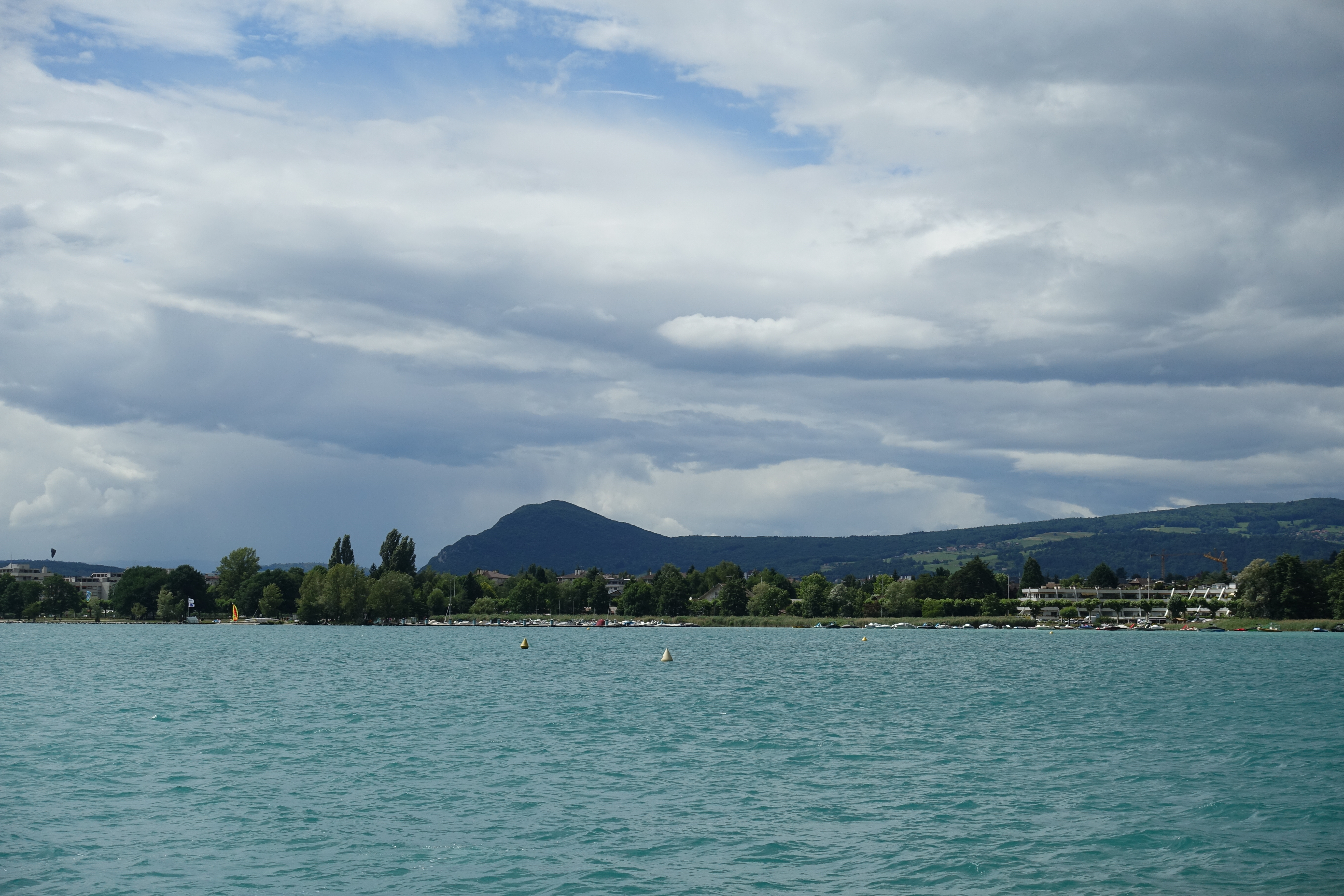
Vue de la montagne de la Mandallaz depuis le lac d'Annecy au sud-est.

La montagne de la Mandallaz est un petit massif jurassien de huit kilomètres de longueur sur trois à quatre kilomètres de largeur situé au nord-ouest du bassin annécien. Il s'étend dans les communes d'Annecy (ancienne commune de Pringy), de Choisy, de Cuvat, d'Epagny Metz-Tessy, de La Balme-de-Sillingy, de Sillingy et d'Allonzier-la-Caille. Son sommet le plus marqué, la tête de la Mandallaz, à l'extrémité méridionale de la montagne dominant La Balme-de-Sillingy et Epagny Metz-Tessy à 900 mètres d'altitude, ne constitue pas son point culminant, le point le plus élevé se trouvant dans le centre de la montagne avec 923 mètres d'altitude. Du fait de sa position géographique, elle est parfois rattachée aux Préalpes.
La Mandallaz offre un panorama sur l'agglomération d'Annecy, le lac d'Annecy, la chaîne des Alpes, la montagne d'Âge et le Genevois alentours.

### Géologie
La montagne de la Mandallaz appartient géologiquement au chaînon jurassien du Salève.
La tête de la Mandallaz possède un miroir de faille, visible depuis la Petite-Balme, surface rocheuse complètement lisse, formée à la suite des mouvements de la faille sur laquelle elle se trouve. Ce miroir de faille se trouve sur la commune de Sillingy, qui a été le lieu de différents séismes en 1996, du fait de la présence de cette faille.

### Faune et flore
La Mandallaz est habitée par des sangliers, des blaireaux (localement appelés tassons), des chevreuils et des chamois. Enfin, il existe des indices concernant la présence de lynx boréal et du loup.
Ce site est un domaine vital pour plusieurs espèces protégées, notamment :
- 90 espèces d’oiseaux ;
- 17 espèces de mammifères dont 13 espèces de chiroptères (chauve-souris) ;
- 8 espèces de reptiles ;
- 9 espèces d’amphibiens ;
- 1 espèce d’insecte ;
- 2 espèces de plantes.

Les forêts de la Mandallaz sont principalement composées de châtaigniers, chênes, pins sylvestres, épicéas, hêtres, charmes et érables.

## Histoire
La montagne de la Mandallaz est occupée dès la Préhistoire. Quatre corps et la molaire d'un cinquième ont été retrouvés dans la grotte de Lesvaux, lors de fouilles en 1979. Ils appartiendraient au Néolithique final (vers 2300 av. J.-C.).
La Tête de la Mandallaz accueille les restes de murs correspondant probablement à un poste de guet ou un oppidum, repérés par l'archéologue Pierre Broise, qui sans être précisément datables, auraient été édifiés avant la conquête romaine (à partir de 125 av. J.-C.),.

## Zone de protection de biotopes
Un Arrêté préfectoral de protection de biotopes (APPB) a été pris le 20 septembre 1983 après une demande de la commune de Sillingy de préserver le patrimoine naturel présent sur ce site.
La zone de protection couvre une surface d'environ 624 hectares.
Il s'agit du premier APPB pris dans le département de la Haute-Savoie. Il concerne les communes de Choisy, La Balme-de-Sillingy et Sillingy.
L'arrêté a fait l'objet de trois modifications :
- le 27 mars 1985[14] afin d’exclure les deux parcelles concernées par l’extension de la carrière à ciel ouvert de sables et graviers « André », autorisée par l’arrêté préfectoral n° 82/1936 du 8 octobre 1982 (antérieur à la prise de l’arrêté de création de l’APPB) ;
- le 25 novembre 2015[15] afin d’ajuster le périmètre au niveau de deux parcelles bordant la RD 908B, pour permettre la création d’une voie verte par le conseil départemental de la Haute-Savoie.
- le 27 février 2023[16] afin de réviser entièrement le règlement et agrandir la zone de protection (+ 116 hectares). Cet arrêté abroge les précédents. Il est donc le seul en vigueur.

Le règlement actuel interdit :
- la pénétration et le stationnement avec tout type de véhicules à moteur ;
- la pénétration en dehors des routes, chemins et pistes forestières du 1er février au 31 août ;
- la pénétration des chiens non tenus en laisse sur l’ensemble du site du 1er février au 31 août ;
- le camping et le bivouac sous une tente ou dans tout autre abri, y compris par portaledge ;
- le décollage et l’atterrissage, ainsi que faire décoller et faire atterrir par tout moyen ;
- la pratique du vélo tout terrain, du vélo à assistance électrique, tout autre deux roues non motorisés et des activités équestres en dehors des sentiers balisés identifiés dans le plan de circulation ;
- la pratique de l’escalade hors des voies aménagées référencées en annexe de l’arrêté ;
- l'abandon, la dépose et le déversement de tous produits chimiques, matériaux ou autres déchets de toute nature que ce soit, y compris des végétaux :
- la destruction, la coupe, la mutilation, l'arrachage, la cueillette et l'introduction d'une manière ou d'une autre de toute espèce végétale, de leurs fructifications ou tout autre forme prise par ces espèces au cours de leur cycle biologique ;
- la destruction, capture, mutilation et perturbation intentionnellement ou l’introduction de toute espèce d’animal, quel qu’en soit leur stade de développement, qu’ils soient vivants ou morts, ainsi que leurs nids ou refuges ;
- la destruction, l’altération, la dégradation des habitats d’espèces protégées ;
- la réalisation tous travaux publics ou privés, terrassement ;
- les activités industrielles ou commerciales, notamment l'extraction de matériaux ;
- la réalisation d’aménagements pour des activités touristiques et/ou sportives ;
- la réalisation de toute forme d’urbanisation ;
- la réalisation de prélèvements d’eau, d’opérations d’assainissement, d’opérations d’exhaussement, affouillement et remblaiement du sol ;
- la destruction ou l’altération des zones humides, cours d’eau et leurs alimentations quantitatives et qualitatives ;
- de faire du feu, sous quelque forme que ce soit ;
- de troubler le calme et la tranquillité du site par l'usage de tout instrument sonore.

Des régimes dérogatoires pour certaines activités ou groupe de personnes existent.

## Loisirs

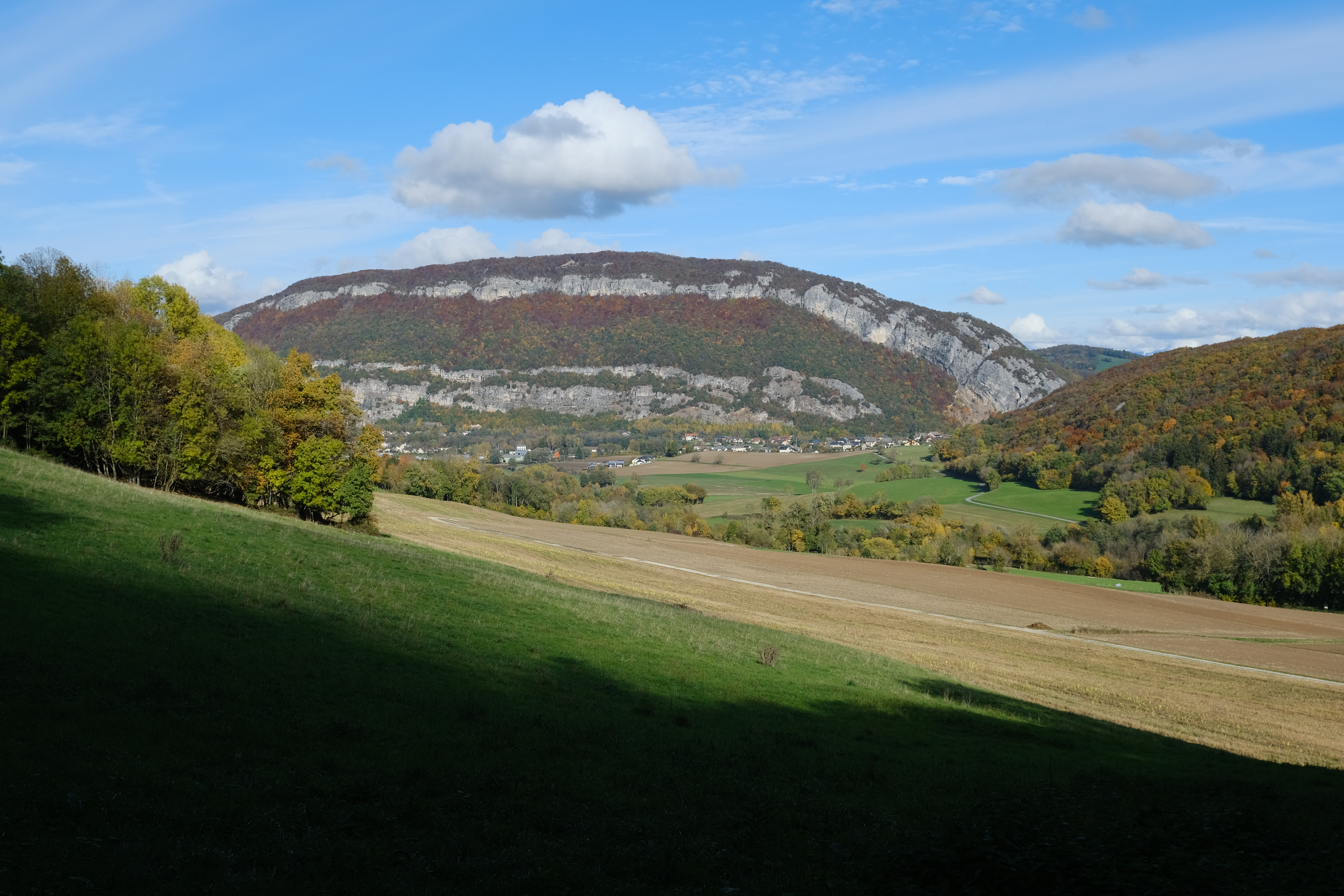
La tête de la Mandallaz depuis Nonglard au sud.

Au sud de la montagne, de nombreuses voies d'escalade sont équipées. Les noms des voies sont souvent écrits sur la roche en bas de la voie. Elles sont généralement courtes, et sont de difficulté variés. Certaines, difficiles, comportent de grands surplombs.
La montagne de la Mandallaz comporte de nombreuses grottes et cavités souterraines permettant la pratique de la spéléologie. La plus notable est la grotte du curé, située au sud-ouest. L'entrée de la grotte est aisément accessible depuis le sentier et signalée par un gros point de peinture jaune et un panneau. Après un passage étroit, il est possible de pénétrer dans une salle de 10 mètres de long.
La montagne de la Mandallaz est aussi un terrain de jeu idéal pour les amateurs de randonnées et de VTT.